# تيم شو (نحات)
تيم شو (بالإنجليزية: Tim Shaw)‏ هو نحات بريطاني، ولد في 7 أغسطس 1964 في بلفاست في المملكة المتحدة.

## وصلات خارجية
- الموقع الرسمي